# Bruine Bank
Bruine Bank este o arie protejată (arie de protecție specială avifaunistică — SPA) din Țările de Jos întinsă pe o suprafață de 136.548 ha, integral marine.

## Localizare
Centrul sitului Bruine Bank este situat la coordonatele 52°30′35″N 3°17′49″E / 52.509704°N 3.297008°E.

## Înființare
Situl Bruine Bank a fost declarat arie de protecție specială avifaunistică în decembrie 2021 pentru a proteja 6 specii de animale.

## Biodiversitate
Situată în ecoregiunea marină Atlantică, aria protejată nu include niciun habitat protejat.
La baza desemnării sitului se află mai multe specii protejate de  păsări (6): alca (Alca torda), Catharacta skua, Larus marinus, pescăruș mic (Larus minutus), sula bassana (Morus bassanus), Uria aalge